# Fouquieria
Fouquieria is een geslacht uit de familie Fouquieriaceae. De soorten komen voor in droge woestijnachtige gebieden in het noorden van Mexico en in de aangrenzende staten van de Verenigde Staten, zoals Arizona, het zuiden van Californië, New Mexico en delen van Texas. 

## Soorten
- Fouquieria burragei Rose
- Fouquieria columnaris (Kellogg) Kellogg ex Curran
- Fouquieria diguetii (Tiegh.) I.M.Johnst.
- Fouquieria fasciculata Nash
- Fouquieria formosa Kunth
- Fouquieria leonilae Miranda
- Fouquieria macdougallii Nash
- Fouquieria ochoterenae Miranda
- Fouquieria purpusii Brandegee
- Fouquieria shrevei I.M.Johnst.
- Fouquieria splendens Engelm.